# 赖默拉特
赖默拉特是德国莱茵兰-普法尔茨州的一个市镇。总面积2.54平方公里，总人口68人，其中男性36人，女性32人（2011年12月31日），人口密度27人/平方公里。